# Моршкув
Моршкув (пол. Morszków) — село в Польщі, у гміні Яблонна-Ляцька Соколовського повіту Мазовецького воєводства.
Населення — 213 осіб (2011).
У 1975-1998 роках село належало до Седлецького воєводства.

## Демографія
Демографічна структура станом на 31 березня 2011 року:
|          | Загалом | Допрацездатний вік | Працездатний вік | Постпрацездатний вік |
| -------- | ------- | ------------------ | ---------------- | -------------------- |
| Чоловіки | 97      | 19                 | 67               | 11                   |
| Жінки    | 116     | 29                 | 71               | 16                   |
| Разом    | 213     | 48                 | 138              | 27                   |